# Елементний склад нафти
Елементний склад нафти (рос.элементный состав нефти, англ. elementary composition of oil; нім. Erdölzusammensetzung f) – характеризується наявністю та кількістю хімічних елементів, які входять до складу нафти: вуглецю (82-87 мас.%), водню (11-15 мас. %), сірки (0,1-7,0 мас.%), азоту (до 2,2 мас.%), кисню (до 1,5 мас.%) та інш. 
Вуглець і водень входять до складу нафти у вигляді сполук вуглеводнів. 
Сірка як правило міститься або у сполуках (меркаптанів, сульфідів тощо) або рідко – у вільному стані. 70-90% всіх сірчистих сполук концентрується у мазуті і гудроні. 
Кисень і азот перебувають у зв’язаному стані (нафтенові кислоти, смоли, феноли, аміни тощо). 
Домішки нафти – пісок та глини (до 0,15%), вода (до 50% і більше), солі (0,0001-10 г/дм3). 